# Setzkescher
Ein Setzkescher englisch keeping net ist ein röhrenförmiger, zwischen 3 und 5 m langer und ca. 50 cm breiter Kescher, der vollständig ins Wasser gehängt wird. In ihm können gefangene Fische lebend gehältert werden (Lebendhälterung).
Er spielt seit den 1970er Jahren eine bedeutende Rolle im aktiven Angelsport. Spätestens, seitdem in England und den Niederlanden das sehr beliebte „um die Wette angeln“ (Hegefischen, Pokalangeln etc.) mit feinem Gerät wie dem Winkelpicker aufkam und sich dann auch, zusammen mit dem modernen Setzkescher, in Deutschland verbreitete, etablierte sich dieser als ideale Hälterungsmethode der gefangenen Fische bei Wettbewerben. Auf diesem Weg fand der Setzkescher auch außerhalb von Angelwettbewerben einen Weg in den Gerätebestand vieler Angler, da er den Vorteil bietet, den für den Verzehr gefangenen Fisch auch bei höheren Temperaturen länger aufbewahren zu können.
In den späten 1990ern hielten viele Tierschutzorganisationen diese Methode der Lebendhälterung für Tierquälerei und forderten deshalb erfolgreich die Einführung einer offiziellen Setzkescherverordnung. Diese Verordnung musste nun bundesweit eingehalten werden, wobei jedes Land selbst diese Verordnungen weiter verschärfen kann. Im Wesentlichen geht es in dieser um das Material des Keschers, die Länge (mindestens 3,5 m), den Durchmesser und die Umstände, die gegeben sein müssen, um den Setzkescher legitim nutzen zu können.

## Gesetze und Verordnungen

### Deutschland
Auch nach Ansicht der Rechtsprechung kann der Gebrauch eines Setzkeschers zur Lebendhälterung gefangener Fische den Straftatbestand der Tierquälerei (§ 17 Nr. 2 b TierSchG) erfüllen. Den gehälterten Fischen würden so „länger anhaltende erhebliche Leiden“ zugefügt.
Seit 2013 regelt dies eine Verordnung. In Paragraph 9 Abs. 1 TierSchlV findet sich folgendes:
§ 9 Aufbewahren von Fischen
(1) Lebende Fische dürfen nur in Behältern aufbewahrt werden, deren Wasservolumen den Tieren ausreichende Bewegungsmöglichkeiten bietet. Unverträgliche Fische müssen voneinander getrennt gehalten werden. Den Wasserqualitäts-, Temperatur- und Lichtansprüchen der einzelnen Arten ist Rechnung zu tragen. Insbesondere müssen ein ausreichender Wasseraustausch und eine ausreichende Sauerstoffversorgung der Tiere sichergestellt sein.